# Denkmal des Alten Dessauers (Berlin)

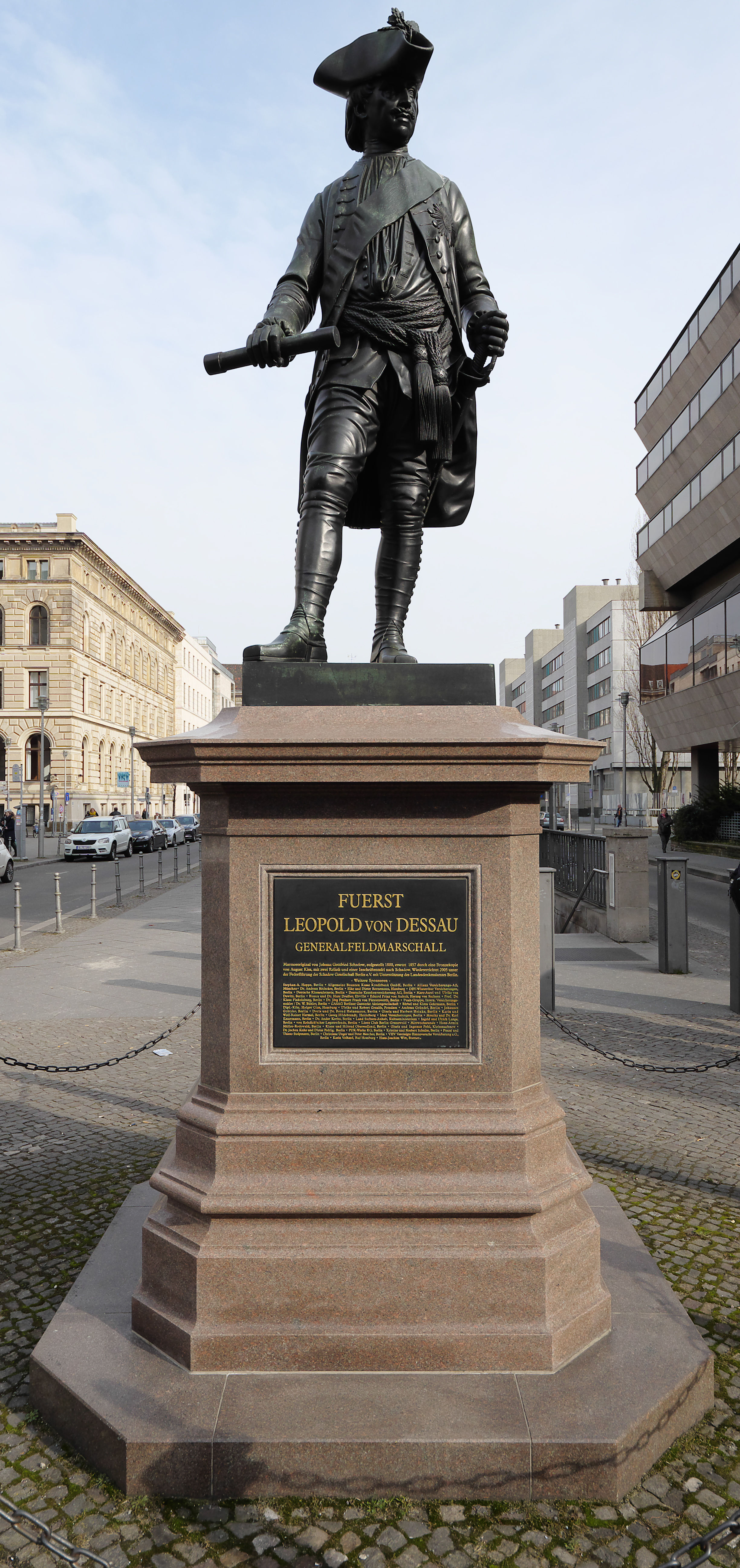
Denkmal des Alten Dessauers auf dem Zietenplatz

Das Denkmal des Alten Dessauers auf dem Zietenplatz im Berliner Ortsteil Mitte erinnert an den preußischen Feldmarschall Fürst Leopold I. von Anhalt-Dessau (1676–1747). Es gehört zu einem Ensemble von Denkmälern, die Friedrich der Große für die Generäle der Schlesischen Kriege ab 1769 auf dem Wilhelmplatz errichten ließ, und zu den Meisterwerken der Berliner Bildhauerschule.

## Geschichte und Beschreibung
Friedrich der Große ließ ab 1769 ein Ensemble von schließlich insgesamt sechs Denkmälern für die Generäle der Schlesischen Kriege auf dem Wilhelmplatz errichten, wozu auch ein Standbild für Fürst Leopold I. von Anhalt-Dessau in der Sichtachse der Voßstraße gehörte. Es zeigt den Alten Dessauer in friderizianischer Uniform stehend, mit der rechten Hand einen Marschallstab haltend und mit der linken Hand einen Säbel greifend. Der Sockel zeigt vorn die Inschrift „FUERST / LEOPOLD VON DESSAU / GENERALFELDMARSCHALL“; rechts das Relief einer sitzenden Borussia, die eine Nike in der Hand hält; hinten die Inschrift „Siegreich leitete er die Preussischen / Hülfsvölker in Flandern am Rhein / an der Donau am Po. / Er eroberte Stralsund und die Insel / Rügen, die Schlacht bei Kesselsdorf / krönte seine kriegerische Laufbahn. / Das Preussische Heer verdankt ihm die / strenge Mannszucht, und die Verbesserung / seiner Krieger zu Fuß. / Er lebte vom 3ten Julius 1676, / bis den 7ten April 1747.“ sowie links das Relief einer knienden Viktoria, die den Text „Kesselsdorf / den 15 Dezember / 1745“ auf einen Schild schreibt.
Das Marmororiginal wurde 1800 von Johann Gottfried Schadow im Stil des Klassizismus geschaffen. Seit 1904 steht die Skulptur in der Kleinen Kuppelhalle des heutigen Bode-Museums. Die Bronzekopie wurde 1857 von August Kiß hergestellt, als die Stadtverwaltung die Marmorfassungen durch Bronzefassungen ersetzen ließ. Nachdem die Plastik bei der Umgestaltung des Wilhelmplatzes 1936 an die Ostseite versetzt, im Zweiten Weltkrieg eingelagert und zur 750-Jahr-Feier der Stadt 1987 im heutigen Lustgarten ausgestellt worden war, steht sie auf Initiative der Schadow-Gesellschaft seit 2005 wieder am ursprünglichen Standort. Beide Fassungen des Dessau-Denkmals zählen zu den Meisterwerken der Berliner Bildhauerschule. Eine weitere Bronzekopie steht auf dem Schloßplatz in Dessau.

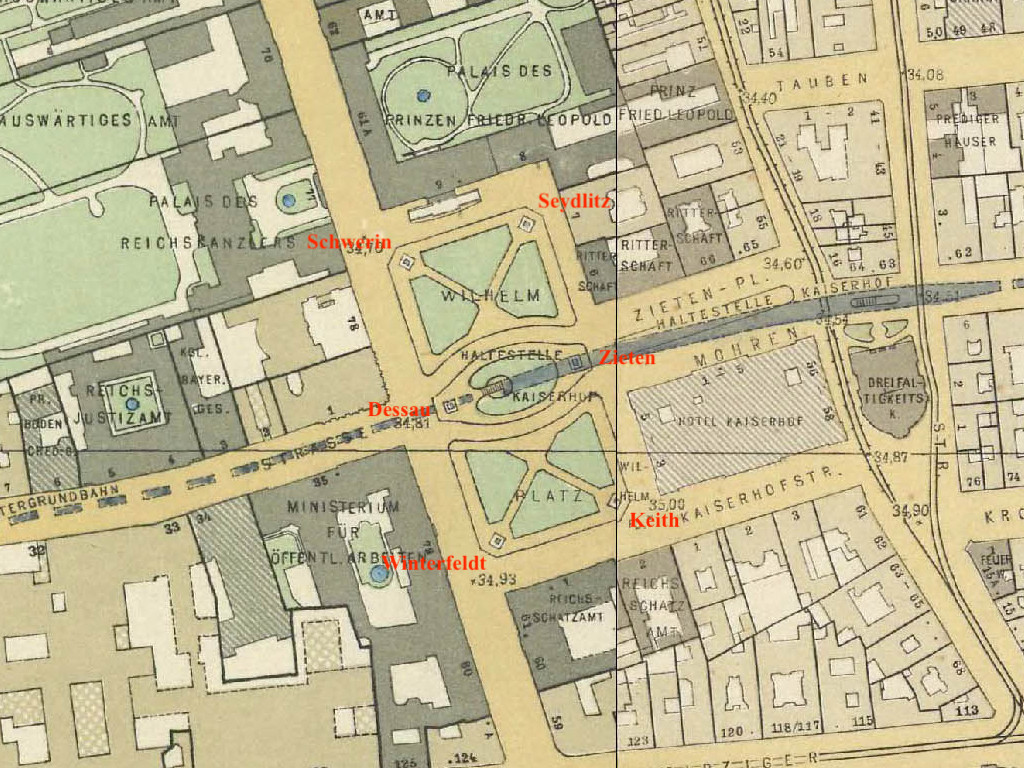
Ursprünglicher Standort, 1910
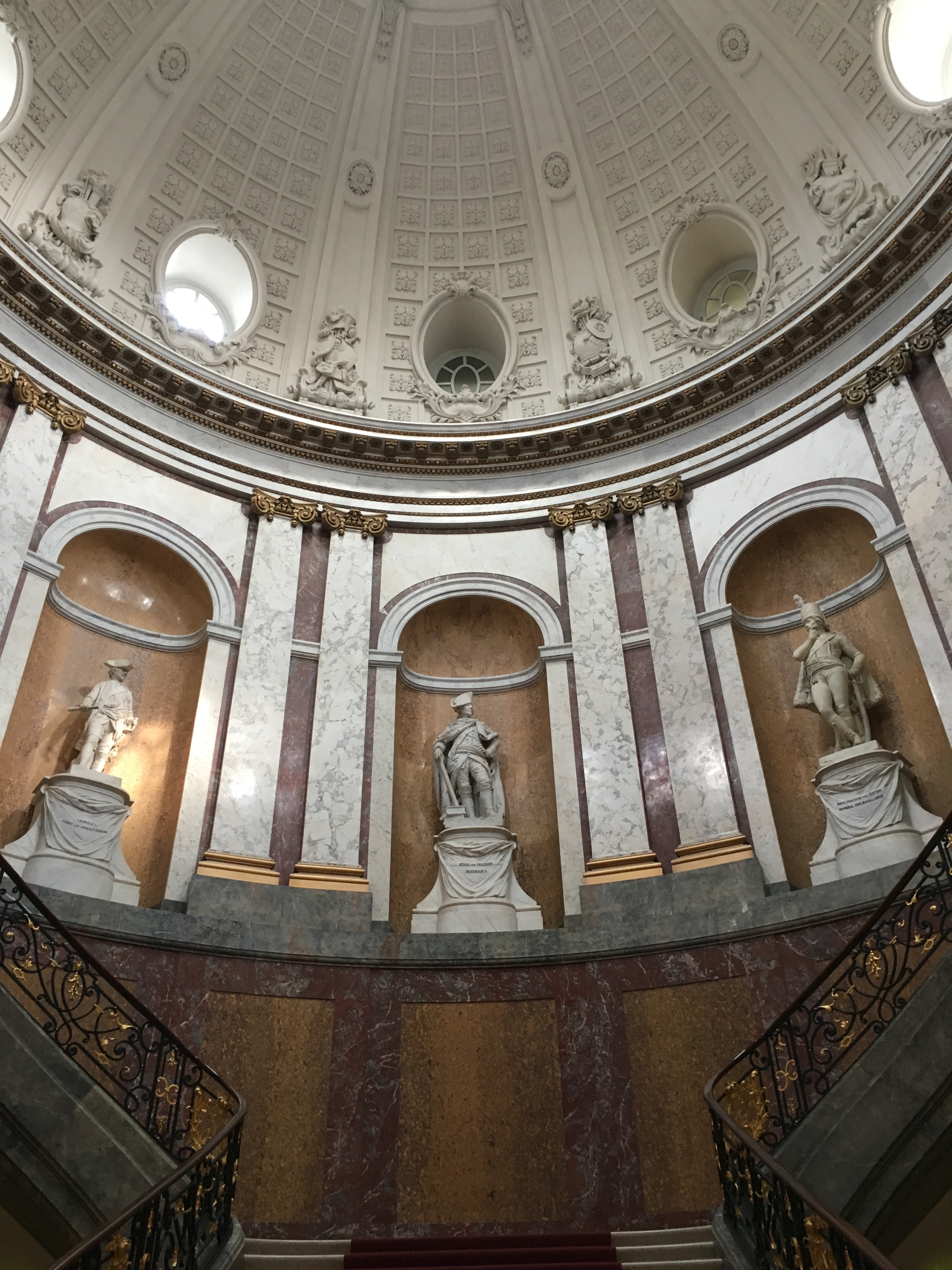
Marmororiginal (links) im Bode-Museum
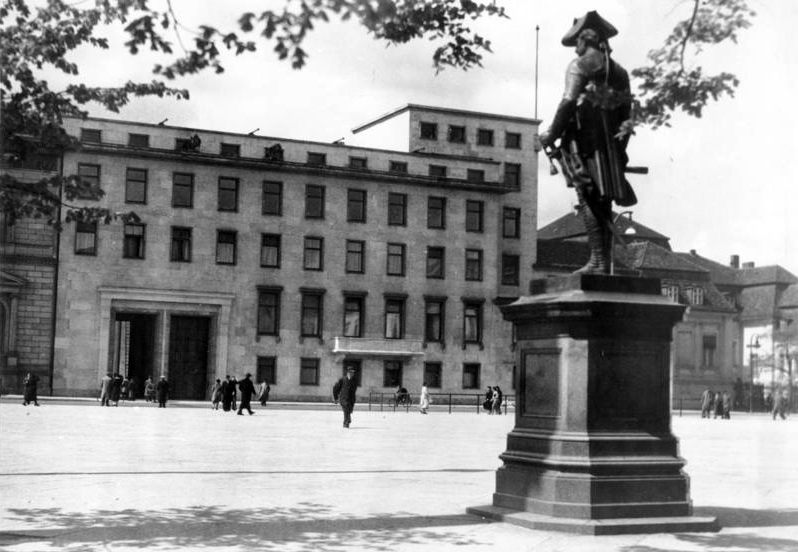
Bronzekopie auf dem Wilhelmplatz, nach 1936
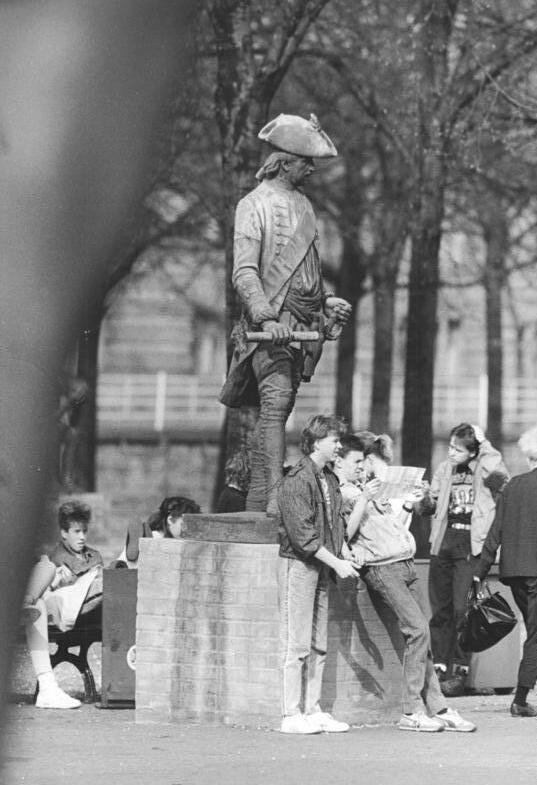
Bronzekopie im Lustgarten, 1988
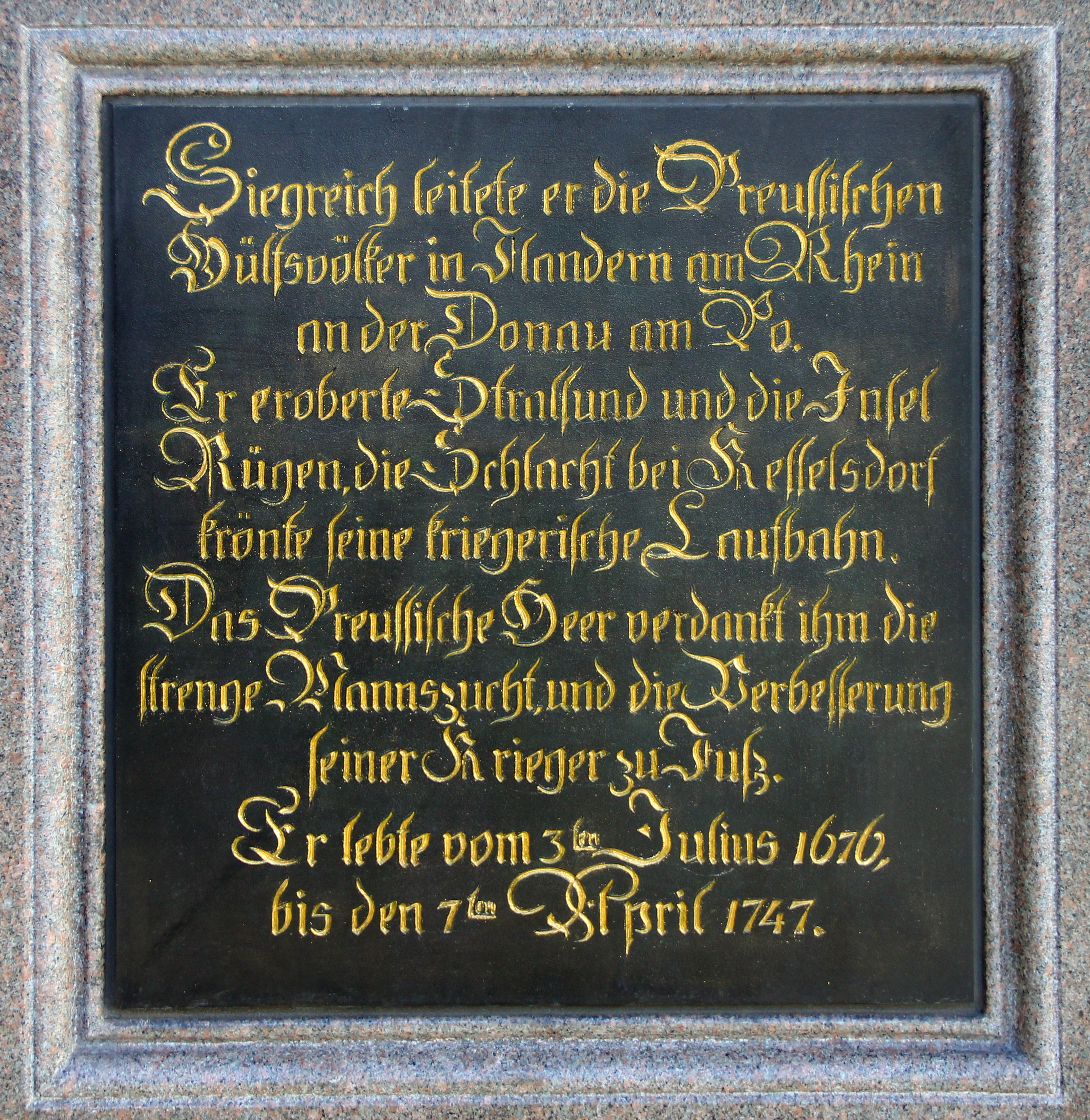
Hintere Inschrift auf dem Zietenplatz
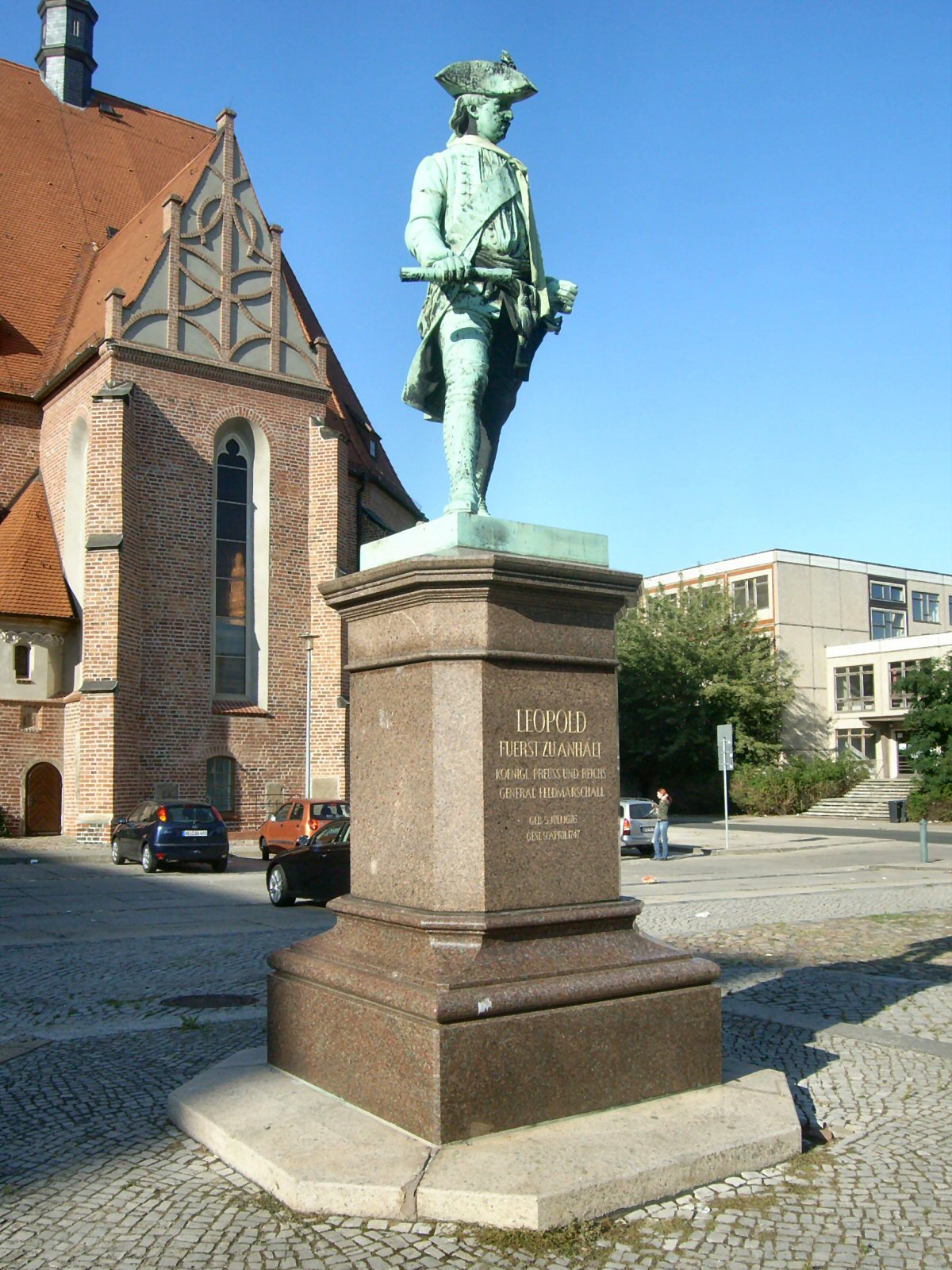
Weitere Bronzekopie in Dessau